# Jill

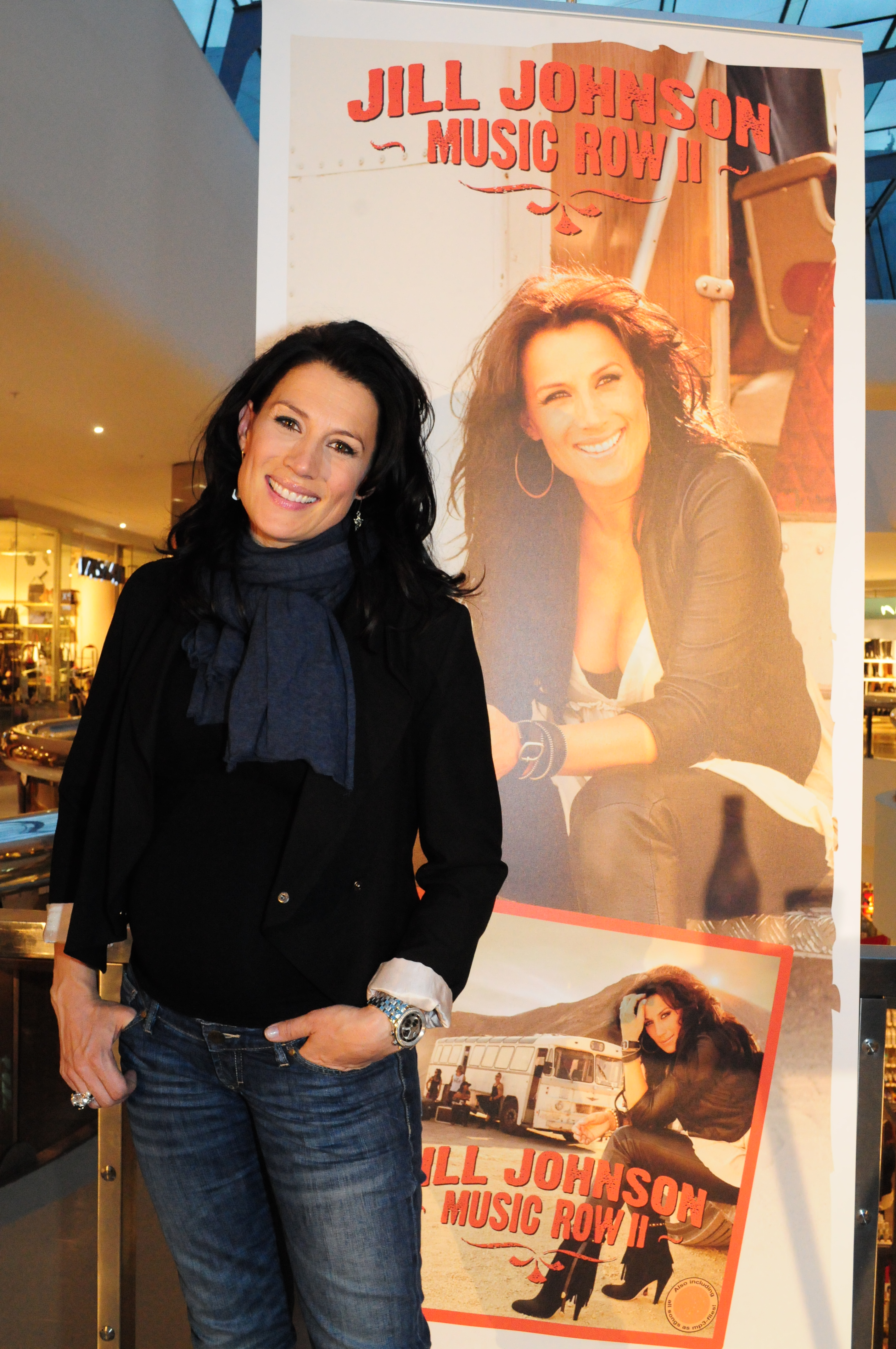
Jill Johnson, 2009

Jill är en kortform av det engelska namnet Gillian, en feminin variant av Julian, vilket i sin tur kommer från det latinska Julius.
I den finlandssvenska namnsdagslängden har Jill namnsdag 12 april sedan 2015.

## Personer med namnet Jill
- Jill Bennett, brittisk skådespelare
- Jill Biden, USA:s första dam
- Jill Clayburgh, amerikansk skådespelare
- Jill Eikenberry, amerikansk skådespelare
- Jill Emery, amerikansk basist och konstnär
- Jill Gascoine, brittisk skådespelare
- Jill Gullberg, svensk ryttare
- Jill Hennessy, kanadensisk skådespelare
- Jill Ireland, amerikansk skådespelare och författare
- Jill Johnson, svensk country- och popsångerska
- Jill de Jong, nederländsk modell
- Jill Phipps, brittisk djurrättsaktivist
- Jill Pole, fiktiv figur i C S Lewis Narnia-böcker
- Jill St. John, amerikansk skådespelare
- Jill Ung, svensk skådespelare